# Muirgel
Muirgel (bl. im 9. und 10. Jahrhundert) war eine irische Königstochter, die einen Anführer der feindlichen Wikinger getötet haben soll.
Laut den Annalen von Ulster und dem Chronicon Scotorum war Muirgel die Tochter des ersten belegten irischen Hochkönigs Máel Sechnaill mac Máele Ruanaid (regierte 846–862).
Im Chronicon Scotorum ist für das Jahr 883 notiert, dass Muirgel zusammen mit Otir, dem Sohn von Eirgni den „Sohn von Ausli“ erschlug. Nach anderer Auslegung war es 882. Der „Sohn von Ausli“ war ein wichtiger Häuptling der lange Zeit verfeindeten Wikinger. Die Episode wird in einer Reihe von anderen Geschichten über irische Frauen gesehen, die tatkräftig ihr Land verteidigen.
Eine abweichende Version ist, dass Muirgel ein Beispiel für eine Allianzheirat zwischen Iren und Wikingern ist. Danach heiratete sie einen Wikinger-Häuptling namens Iarnkné.
Laut den Annalen von Ulster starb Muirgel 927 in hohem Alter.

## Nachleben
Muirgels Heirat wurde in dem Fantasy-Roman The Mystery of the Angels von Joseph Murphy verarbeitet.
Judy Chicago widmete Muirgel eine Inschrift auf den dreieckigen Bodenfliesen des Heritage Floor ihrer 1974 bis 1979 entstandenen Installation The Dinner Party. Die mit dem Namen Muirgel beschrifteten Porzellanfliesen sind dem Platz mit dem Gedeck für Boudicca zugeordnet.